# Jack Rowan
Jack Rowan (Londra, 18 febbraio 1997) è un attore britannico.

## Biografia
È noto per l'interpretazione del personaggio di Bonnie in Peaky Blinders e per quella di Sam in Born to Kill. Ha interpretato anche alcuni piccoli ruoli in numerose serie televisivi tra cui Casualty, Testimoni silenziosi e Beowulf: Return to the Shieldlands.
Prima di diventare attore, Rowan era un pugile dilettante dall'età di 12 anni vincendo 18 dei suoi 27 combattimenti.
Rowan è anche interessato alla poesia performativa.
Nel 2022, Rowan si è unito al cast della serie televisiva La costa del crimine, dove interpreta il protagonista Gene Lord in un cast che include Jason Flemyng, Dougray Scott e Tahirah Sharif.

## Filmografia

### Attore

#### Cinema
- Polar Bear - cortometraggio (2016)
- Trendy, regia di Louis Lagayette (2017)
- Benjamin, regia di Simon Amstell (2018)
- Boys from County Hell, regia di Chris Baugh (2020)

#### Televisione
- Testimoni silenziosi (Silent Witness) – serie TV, episodi 18x05-18x06 (2015)
- Beowulf: Return to the Shieldlands – serie TV, 13 episodi (2016)
- Casualty – serie TV, episodio 31x17 (2017)
- Born to Kill, regia di Bruce Goodison – miniserie TV (2017)
- Peaky Blinders – serie TV, 5 episodi (2017-2019)
- Noughts + Crosses – serie TV, 10 episodi (2020-2022)
- I casi della giovane Miss Fisher (Ms Fisher's Modern Murder Mysteries) – serie TV, episodio 2x05 (2021)
- Wreck – serie TV, 6 episodi (2022)
- La costa del crimine (A Town Called Malice) – serie TV, 8 episodi (2023)
- MobLand – serie TV, 5 episodi (2025)

### Doppiatore
- Anthem – videogioco (2019)

## Riconoscimenti
- 2018 – British Academy Television Awards[5]
  - Candidatura al miglior attore per Born to Kill
- 2018 – BAFTA Cymru[6]
  - Miglior attore protagonista per Born to Kill
- 2018 - Royal Television Society Programme Awards[7]
  - Candidatura al miglior attore per Born to Kill

## Doppiatori italiani
Nelle versioni in italiano delle opere in cui ha recitato, Jack Rowan è stato doppiato da:
- Stefano Broccoletti in Peaky Blinders, La costa del crimine
- Alessandro Campaiola in MobLand